# Diócesis de Mao-Monte Cristi
La diócesis de Mao-Monte Cristi (en latín: Dioecesis Maoënsis-Montis Christi) es una circunscripción eclesiástica de la Iglesia católica en la República Dominicana. Se trata de una diócesis latina, sufragánea de la arquidiócesis de Santiago de los Caballeros. Desde el 24 de mayo de 2006 su obispo es Diómedes Espinal de León.

## Territorio y organización
La diócesis tiene 4841 km² y extiende su jurisdicción sobre los fieles católicos de rito latino residentes en las provincias de: Valverde, Dajabón, Montecristi y Santiago Rodríguez.
La sede de la diócesis se encuentra en la ciudad de Mao, en donde se halla la Catedral de la Santa Cruz.
En 2021 en la diócesis existían 33 parroquias.

## Historia
La diócesis fue erigida el 16 de enero de 1978 con la bula Studiosi instar del papa Pablo VI, obteniendo el territorio de la diócesis de Santiago de los Caballeros (hoy arquidiócesis). Su primer obispo fue Jerónimo Tomás Abreu Herrera.
Originalmente sufragánea de la arquidiócesis de Santo Domingo, el 14 de febrero de 1994 pasó a formar parte de la provincia eclesiástica de la arquidiócesis de Santiago de los Caballeros.

## Estadísticas
Según el Anuario Pontificio 2022 la diócesis tenía a fines de 2021 un total de 454 000 fieles bautizados.
| Año                                                                             | Población            | Población | Población      | Sacerdotes | Sacerdotes    | Sacerdotes    | Bautizados por sacerdote | Diáconos permanentes | Religiosos | Religiosos | Parroquias |
| Año                                                                             | Bautizados católicos | Total     | % de católicos | Total      | Clero secular | Clero regular | Bautizados por sacerdote | Diáconos permanentes | Varones    | Mujeres    | Parroquias |
| ------------------------------------------------------------------------------- | -------------------- | --------- | -------------- | ---------- | ------------- | ------------- | ------------------------ | -------------------- | ---------- | ---------- | ---------- |
| 1980                                                                            | 278 000              | 309 000   | 90.0           | 24         | 5             | 19            | 11 583                   |                      | 22         | 43         | 13         |
| 1990                                                                            | 330 000              | 355 000   | 93.0           | 22         | 7             | 15            | 15 000                   | 5                    | 18         | 53         | 13         |
| 1999                                                                            | 395 076              | 400 000   | 98.8           | 31         | 19            | 12            | 12 744                   | 6                    | 14         | 62         | 17         |
| 2000                                                                            | 400 000              | 410 000   | 97.6           | 30         | 18            | 12            | 13 333                   |                      | 14         | 62         | 18         |
| 2001                                                                            | 400 000              | 420 000   | 95.2           | 34         | 22            | 12            | 11 764                   | 6                    | 14         | 62         | 19         |
| 2002                                                                            | 400 000              | 420 000   | 95.2           | 35         | 22            | 13            | 11 428                   | 6                    | 15         | 63         | 19         |
| 2003                                                                            | 380 000              | 400 000   | 95.0           | 34         | 21            | 13            | 11 176                   | 6                    | 16         | 61         | 19         |
| 2004                                                                            | 380 000              | 400 000   | 95.0           | 35         | 21            | 14            | 10 857                   | 6                    | 17         | 62         | 22         |
| 2013                                                                            | 429 000              | 455 000   | 94.3           | 46         | 34            | 12            | 9326                     | 10                   | 13         | 54         | 28         |
| 2016                                                                            | 454 000              | 650 000   | 69.8           | 51         | 38            | 13            | 8901                     | 12                   | 14         | 50         | 29         |
| 2019                                                                            | 458 000              | 682 700   | 67.1           | 60         | 46            | 14            | 7633                     | 31                   | 14         | 51         | 30         |
| 2021                                                                            | 454 000              | 688 000   | 66.0           | 66         | 49            | 17            | 6878                     | 35                   | 17         | 51         | 33         |
| Fuente: Catholic-Hierarchy, que a su vez toma los datos del Anuario Pontificio. |                      |           |                |            |               |               |                          |                      |            |            |            |

## Episcopologio
| Foto | Escudo | Nombre                         | Período                                         |
| ---- | ------ | ------------------------------ | ----------------------------------------------- |
|      |        | Jerónimo Tomás Abreu Herrera † | 16 de enero de 1978-24 de mayo de 2006 retirado |
|      |        | Diómedes Espinal de León       | Desde el 24 de mayo de 2006                     |